# Bahawalpur (Staat)

Flagge von Bahawalpur (1945–1955)

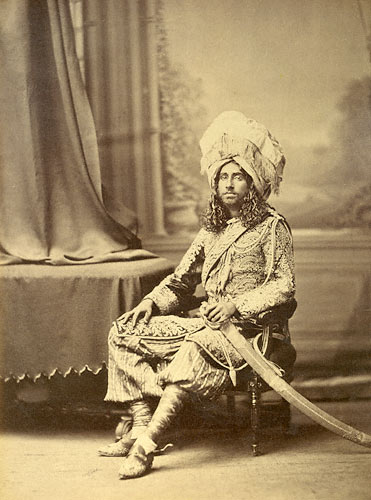
Nawab Muhammad Bahawal Khan Abbasi V. Bahadur von Bahawalpur

Briefmarke von Bahawalpur (1949)

Bahawalpur (Panjabi: بہاولپور) war ein muslimischer Fürstenstaat im Süden des Punjab auf dem Gebiet des heutigen Pakistan. Er wurde 1690 von Bahadur Khan II. Abbasi gegründet und gewann zu Beginn des 19. Jahrhunderts seine Unabhängigkeit. 1833 geriet er in ein Abhängigkeitsverhältnis zu Großbritannien. 1947 trat er Pakistan bei, die endgültige Auflösung und Eingliederung in die Provinz Westpakistan erfolgte jedoch erst 1955.

## Geschichte
Die Region hieß zunächst nach der 1690 gegründeten Hauptstadt Shikarpur und unterstand dem nordindischen Mogulreich. Die Angehörigen des Stammes der Daudputras führen ihre Abstammung auf den Onkel des Propheten, al-ʿAbbās ibn ʿAbd al-Muttalib, zurück und bezeichnen sich deshalb als Abbasiden. Sultan Ahmad II. (Sohn von Schah Muzammil von Ägypten) verließ sein Land und traf ca. 1370 mit einer großen Gefolgschaft von Arabern in Sindh ein. Er heiratete die Tochter von Raja Rai Dhorang Sahta und erhält ein Drittel des Landes als Mitgift. Emir Fathu'llah Khan Abbasi ist der anerkannte Vorfahr der Dynastie. Er erobert das Bhangar-Territorium vom Raja Dallu von Alor und Bhamanabad und nennt es in Qahir Bela um. Emir Muhammad Chani Khan Abbasi tritt in kaiserliche Dienste und wird 1583 zum Panchhari ernannt. Nach seinem Tod wird die Führung des Stammes zwischen 2 Linien der Familie geteilt (den Daudputra und den Kalhora). Emir Bahadur Khan II. Abbasi verlässt Tarai und lässt sich nahe Bhakkar nieder und gründet 1690 Shikarpur. Aus ihren angestammten Siedlungsgebieten bei Rori-Bhakar (Sindh) wurden sie 1737 nach Bahawalpur vertrieben, als Daud Khan (erster seiner Familie der Bahawalpur beherrscht) mit dem von Nadir Schah eingesetzten afghanischen Gouverneur von Sindh in Streit geriet und fliehen muss.
Sadiq Muhammad Khan I. unterwarf sich 1739 dem persischen Eroberer Nadir Schah, wofür er ein Jahr darauf den erblichen Titel Nawab erhielt (huldigt ihm in Dera Ismail Khan wo ihm der Schah am 5. Januar 1740 den erblichen Titel Nawab verleiht). Nadir Schah fiel 1747 einem Mordanschlag zum Opfer. In der Folge geriet der Staat unter den Einfluss der afghanischen Durrani-Dynastie.
Über die nächsten Jahre herrschten die Oberhäupter der einzelnen Klans unabhängig in ihren jeweiligen Gebieten. Daud Muhammad Bahawal Khan I., einem Enkel Dauds, gelang es den Stamm zu einen. 1748 gründete er Bahawalpur als neue Hauptstadt und nannte sich fortan Nawab von Bahawalpur. Seinem Sohn Mubarik gelang es dann, zusätzlich ein Gebiet südlich des ehemaligen Flusslaufes des Beas zu erhalten (fügt Pakpattan, Mailsi, Dunyapur und Kahror seiner Herrschaft hinzu).
Muhammad Bahawal Khan II. erhielt 1780 die Ehrentitel Rukn ud-Daula („Säule des Staates“), Hafiz ul-Mulk („Hüter des Königreiches“), Nusrat Jung („Siegreicher in der Schlacht“) und Nawab Bahadur vom Großmogul Shah Alam II. Das Territorium wurde 1789 kurz von den Truppen des afghanischen Timur Schah besetzt. 1802 erhielt er vom afghanischen Herrscher Mahmud Schah Durrani zusätzlich den Titel Mukhlis ud-Daula („Hingebungsvoller Diener des Staates“) und ließ als Zeichen seiner Souveränität erstmals eigene Münzen prägen.
Der Unterwerfung durch das zu Beginn des 19. Jahrhunderts stark expandierende Sikh-Reich unter Ranjit Singh entging Bahawalpur durch einen Schutzvertrag mit der Britischen Ostindien-Kompanie am 22. Februar 1833. Zwar bestätigten die Briten in einem weiteren Vertrag von 1835 die Unabhängigkeit Bahawalpurs, doch sank der Staat dadurch tatsächlich zu einem Vasallen der Ostindien-Kompanie bzw. ab 1858 Britisch-Indiens herab. Zwischen 1945 und 1949 gab Bahawalpur eigene Briefmarken heraus.
Am 7. Oktober 1947 erklärte der letzte regierende Nawab von Bahawalpur den Beitritt seines Landes zum neu gegründeten Staat Pakistan, herrschte jedoch noch bis zur Eingliederung Bahawalpurs in die Provinz Westpakistan am 14. Oktober 1955. Das ehemalige Staatsgebiet Bahawalpurs verteilt sich heute auf die Distrikte Bahawalpur, Bahawalnagar und Rahimyar Khan der 1970 gegründeten Provinz Punjab.

### Herrscher von Bahawalpur
Die Herrscher von Bahawalpur waren Abbasiden, die von Shikarpur und Sukkur kamen und die Gebiete des späteren Bahawalpur eroberten. Sie trugen den Titel Amir (also Emir) bis 1740, als man den Titel in Nawab Amir ändert. Obwohl dieser Titel 1955 durch die Regierung Pakistans abgeschafft wurde, bezeichnet man das gegenwärtige Oberhaupt von Bahawalpur (Salah ud-Din Muhammad Khan) als Emir.
Ab 1942 wird der Nawab von einem Premierminister unterstützt.
| Amtszeit                          | Nawab Amir von Bahawalpur                                                                              |
| --------------------------------- | --- |
| 1690–1702                         | Amir Bahadur Khan II. Abbasi, Emir von Shikarpur                                                       |
| 1702–1723                         | Amir Muhammad Mubarak Khan I. Abbasi, Emir von Shikarpur                                               |
| 1723–11. April 1746               | Nawab Amir Sadiq Muhammad Khan I. Abbasi, Emir von Shahr Dand, 1.Nawab von Bahawalpur (5. Januar 1740) |
| 11. April 1746–12. Juni 1750      | Nawab Amir Muhammad Bahawal Khan I. Abbasi, 2.Nawab von Bahawalpur                                     |
| 12. Juni 1750–4. Juni 1772        | Nawab Amir Muhammad Mubarak Khan II. Abbasi, 3.Nawab von Bahawalpur                                    |
| 4. Juni 1772–13. August 1809      | Nawab Amir Muhammad Bahawal Khan II. Abbasi, 4.Nawab von Bahawalpur                                    |
| 13. August 1809–17. April 1826    | Nawab Amir Sadiq Muhammad Khan II. Abbasi, 5.Nawab von Bahawalpur                                      |
| 17. April 1826–19. Oktober 1852   | Nawab Amir Muhammad Bahawal Khan III. Abbasi, 6.Nawab von Bahawalpur                                   |
| 19. Oktober 1852–20. Februar 1853 | Nawab Amir Sadiq Muhammad Khan III. Abbasi, 7.Nawab von Bahawalpur                                     |
| 20. Februar 1853–3. Oktober 1858  | Nawab Amir Fateh Muhammad Khan Abbasi, 8.Nawab von Bahawalpur                                          |
| 3. Oktober 1858–25. März 1866     | Nawab Amir Muhammad Bahawal Khan VI. Abbasi, 9.Nawab von Bahawalpur                                    |
| 25. März 1866–14. Februar 1899    | Nawab Amir Sadiq Muhammad Khan III. Abbasi, 10.Nawab von Bahawalpur                                    |
| 14. Februar 1899–15. Februar 1907 | Nawab Amir Muhammad Bahawal Khan V. Abbasi, 11.Nawab von Bahawalpur                                    |
| 15. Februar 1907–14. Oktober 1955 | Nawab Amir Sadiq Muhammad Khan IV. Abbasi, 12.Nawab von Bahawalpur                                     |

### Stammbaum der Dynastie
Bahadur Khan II. Abbasi (Sohn von Firuz Khan Abbasi, gründet 1690 Shikarpur, Emir von Shikarpur 1690–1702 [† 1702])
- Muhammad Mubarak Khan I. Abbasi (einziger Sohn und Nachfolger, Emir von Shikarpur 1702–1723, dankt 1723 zugunsten des Sohnes ab, † August 1723 in Shikarpur)
  - Sadiq Muhammad Khan I. Abbasi (Sohn und 1723 Nachfolger des Vorigen, Emir von Shahr Daud, huldigt Nadir Schah von Persien, der ihm daraufhin am 5. Januar 1740 den erblichen Titel Nawab verleiht, 1. Nawab von Bahawalpur, getötet bei der Belagerung von Shikarpur am 11. April 1746, 3 Söhne)

Muhammed Sadiq Khan (Gouverneur unter Sikh-Oberhoheit), dessen Nachfahren (* = Haupterbe):
1. Generation
1. Mian Fatah Muhammed Khan (Nawabzada Fateh Muhammad Khan)
2. Nawab Muhammad Bahawal Khan I. Abbasi (* 1715, ältester Sohn und Nachfolger, 2. Nawab von Bahawalpur ab 11. April 1746, gründet 1748 neue Hauptstadt in Bahawalpur, wo er 12. Juni 1750 stirbt)
3. Nawab Muhammad Mubarak Khan II. Abbasi (jüngerer Bruder des Vorigen, 3. Nawab von Bahawalpur ab 12. Juni 1750, fügt Pakpattan, Mailsi, Dunyapur und Kahror seiner Herrschaft zu, † 4. Juni 1772 in Diwankhana/Bahawalpur)

2. Generation
- Muhammad Bahawal Khan II. Abbasi (* 3. Januar 1753, Sohn von Mian Fatah Muhammed Khan, eigtl. Sahibzada Muhammad Jafar Khan, vom Onkel als Erbe adoptiert und dessen Nachfolger, 4. Nawab von Bahawalpur ab 4. Juni 1772, † 13. August 1809 in Diwankhana/Bahawalpur, ⚭ in 1. Ehe Tochter des Khair Muhammad Khan Pirjani, ⚭ in 2. Ehe Tochter des Mahabhat Khan Pirjani, 7 Söhne)

3. Generation
- Sadik Muhammed Khan II. Abbasi (eigtl. Nawabzada Muhammad 'Abdu'llah Khan Abbasi, zweiter Sohn des Vorigen und dessen Nachfolger [durch Mord am älteren Bruder Mubarak], * 9. Februar 1781 in Diwankhana/Bahawalpur, 5. Nawab von Bahawalpur ab 13. August 1809, † 17. April 1826 in Derawar Fort, 3 Söhne)

4. Generation
- Muhammed Bahawal Khan III (reg. seit 1827), unterwarf sich 1833 den Briten zum Schutz vor den unter Ranjit Singh vordringenden Sihks gegen Zusicherung seiner Unabhängigkeit. Unterstützung der Briten in Afghanistan und im ersten Sikh-Krieg führte zu Belohnungen und Gebietsgewinn.

5. Generation
1. Nawabzada Haji Khan (= Nawab Fateh Muhammad Khan, urspr.in der Erbfolge übergangen, stürzt seinen jüngeren Bruder, 8. Nawab von Bahawalpur ab 20. Februar 1853, † 3. Oktober 1858)
2. * Sadat Yai Khan (= Nawab Muhammed Sadik Khan); in der Erbfolge vorgezogen, reg. ab 1859, von seinem älteren Bruder gestürzt. Erhielt zunächst Asyl bei den Briten und eine Pension von 19.200 Rs., begehrte jedoch bald wieder auf. Von den Briten bei halber Pension im Fort von Lahore festgesetzt, wo er 1864 unter ungeklärten Umständen starb.

6. Generation
- Rahim Yar Khan (Sohn von Haji, = Muhammed Bahawal Khan III; † 1866).

7. Generation
- Sadik Muhammed Khan III. (1862–1899; reg. 1866–99, im Amt nach Volljährigkeit 1879). Der nach den Rebellionen vollkommen zerrüttete Staat kam während der Minderjährigkeit unter Verwaltung der Briten, die weitreichend reformierten. Stellte 20.000 Kamele im zweiten Afghanistan-Krieg (1879/80)

8. Generation
- Muhammed Bahawal Khan V. (reg. 1899–1907)

9. Generation
- Sadiq Muhammed Khan IV. (* 1904; reg. ab 1907–1947 bzw. 1955)

10. Generation
- Abbas Ali Khan (22. März 1924 – 14. April 1988), regierte nicht mehr, war aber 1975–77 Gouverneur des pakistanischen Punjab.

Das gegenwärtige Familienoberhaupt ist Salar ud-din Muhammad Khan.